# Apeadeiro de Atalaia
O Apeadeiro de Atalaia foi uma interface ferroviária da Linha da Beira Baixa, que servia a localidade de Atalaia, no Distrito de Santarém, em Portugal.

## História

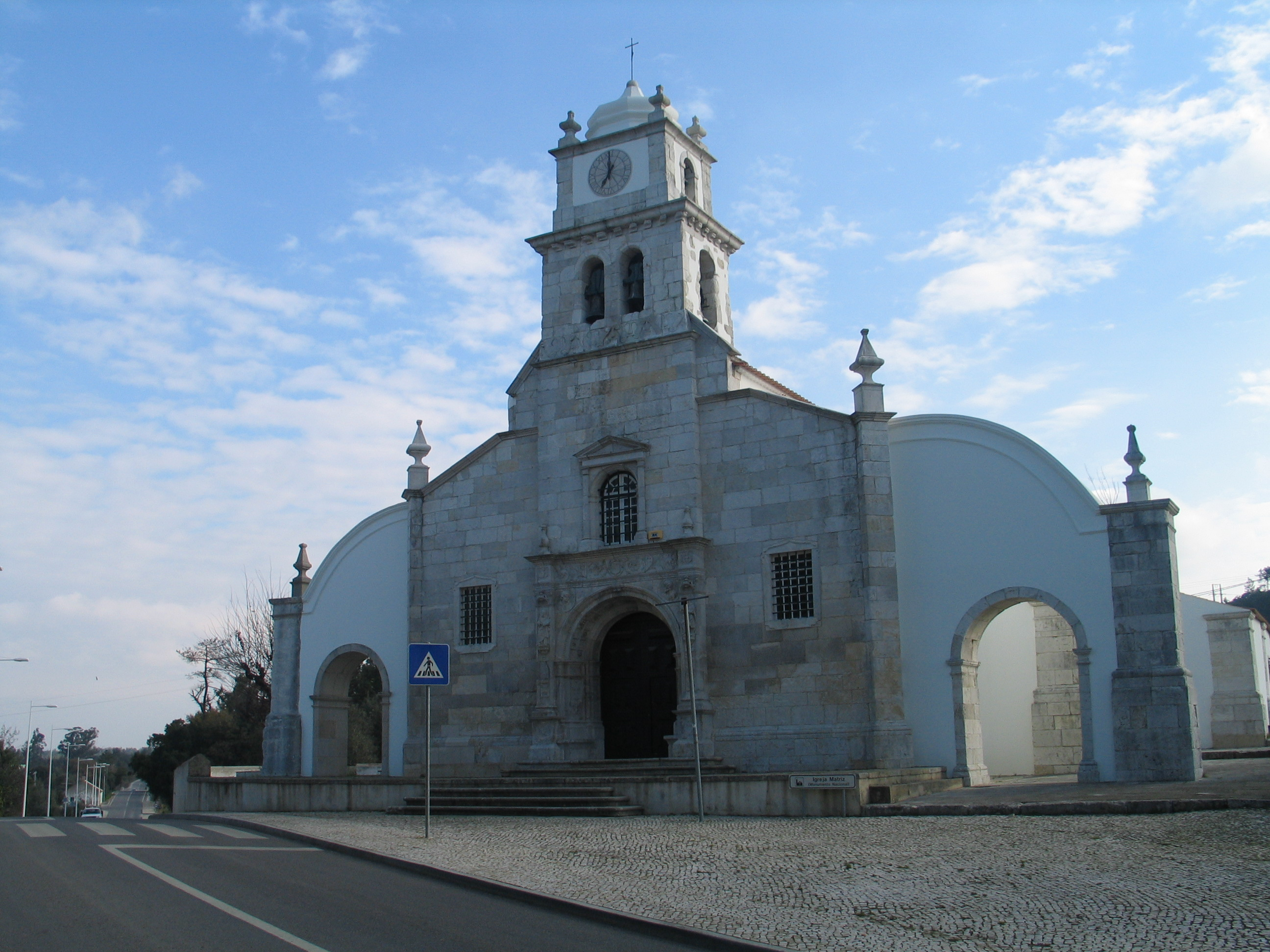
Vila da atalaia.

A passagem por Atalaia esteve planeada desde os primórdios da linha férrea entre Lisboa e a fronteira com Espanha, tendo o engenheiro Wattier sugerido, no seu relatório de 1856, um percurso que fazia a via seguir a planície da Golegã até à Atalaia, e depois teria um túnel no vale do Loureiro, ponto onde se faria o entroncamento com a linha para o Porto. Em 27 de Agosto do ano seguinte, foi assinado o contrato definitivo com Morton Petto para continuar os trabalhos na linha férrea, que estavam interrompidos devido a problemas com a empresa construtora, no sentido de concluir o caminho de ferro até à cidade do Porto, com passagem pela Atalaia.
Porém, quando a linha férrea foi construída seguiu um percurso distinto do sugerido por Wattier, devido à necessidade de melhorar as condições de atravessamento dos rios Tejo e Zêzere, embora a estação do Entroncamento, que é o ponto de bifurcação entre as linhas para a fronteira e o Porto, tenha sido ainda assim edificada nas imediações do alto da Atalaia, a cerca de um quilómetro de distância da Ponte da Pedra.
Este apeadeiro fazia parte do lanço entre Santarém e Abrantes, que abriu em 7 de Novembro de 1862, sendo então considerado como parte do Caminho de Ferro do Leste.